# Onno Mensink
Onno Herbert Mensink (Arnhem, 23 november 1946 − 's-Gravenhage, 9 februari 2018) was een Nederlands musicoloog, conservator van de muziekafdeling en waarnemend directeur van het Gemeentemuseum Den Haag.

## Biografie
Mensink studeerde musicologie aan de Universiteit van Amsterdam. Vanaf de jaren 1970 was hij conservator niet-westerse muziekinstrumenten en later hoofd van de muziekafdeling van het Haags Gemeentemuseum, als opvolger van Dirk J. Balfoort. Als zodanig organiseerde hij tentoonstellingen en verzorgde catalogi, met name op het gebied van Japanse en Aziatische muziek en muziekinstrumenten, waaronder de gamelan. In 1977 gaf hij opdracht aan Will Eisma tot het schrijven van een compositie voor dit instrument. Daarnaast gaf hij lezingen en zat hij in besturen van organisaties op het gebied van de muziek.
De muziekafdeling van het museum, de grootste muziekcollectie in Nederland, was gebaseerd op de grote collectie muziekinstrumenten en -literatuur die was opgebouwd door dr. D.F. Scheurleer (1855-1927). Toen de familiebank failliet ging kocht Den Haag de muziekcollectie aan. Mensink publiceerde over deze collectie en het Muziekhistorisch Museum Scheurleer. De beoogde biografie van Scheurleer heeft hij nooit voltooid.
In 2011 ging Mensink, die tevens enige tijd waarnemend directeur van het Gemeentemuseum was, met pensioen. Hij zat in het comité van aanbeveling van het Geelvinck Pianola Museum. In de jaren 1989-1990 was hij voorzitter van de Afdeling Muziek van de Haagse Kunstkring.
Drs. O.H. Mensink overleed in 2018 op 71-jarige leeftijd.